# 哥罗面

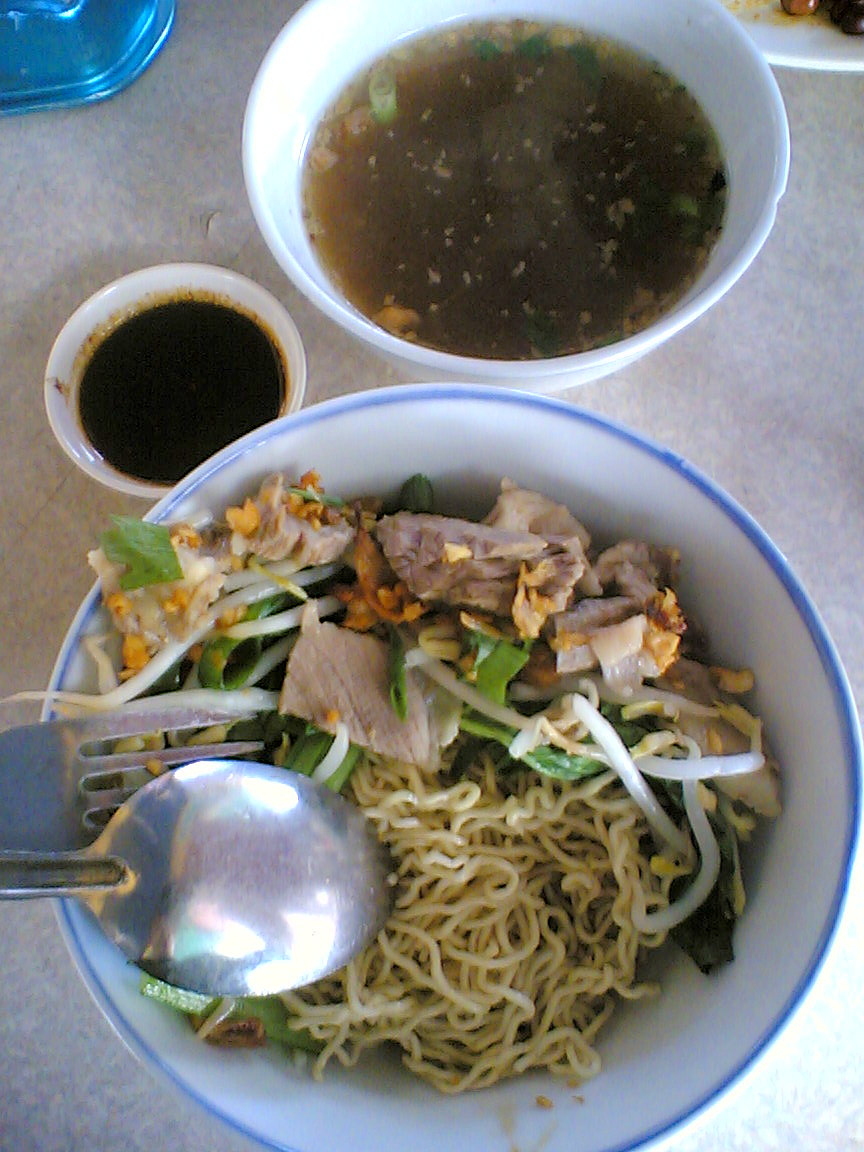
砂拉越地區十分有名的一種乾撈麵

哥羅麵 （马来文：Mi Kolok；伊班文：Mi Kering 或 Mi Rangkai）也叫作乾麵，是婆羅洲砂拉越的特色乾捞麵。其麵條的形狀曲折且長。
哥羅麵可以在砂拉越境内大小城镇的熟食店找到。而且有多种做法供顾客选择，如乾麵、乾麵酱油、乾麵酱油辣、乾麵叉烧油等等。常见的哥羅麵的配料通常少不了叉燒、炸魚餅和炒肉碎。